# 성 앤드류 대학

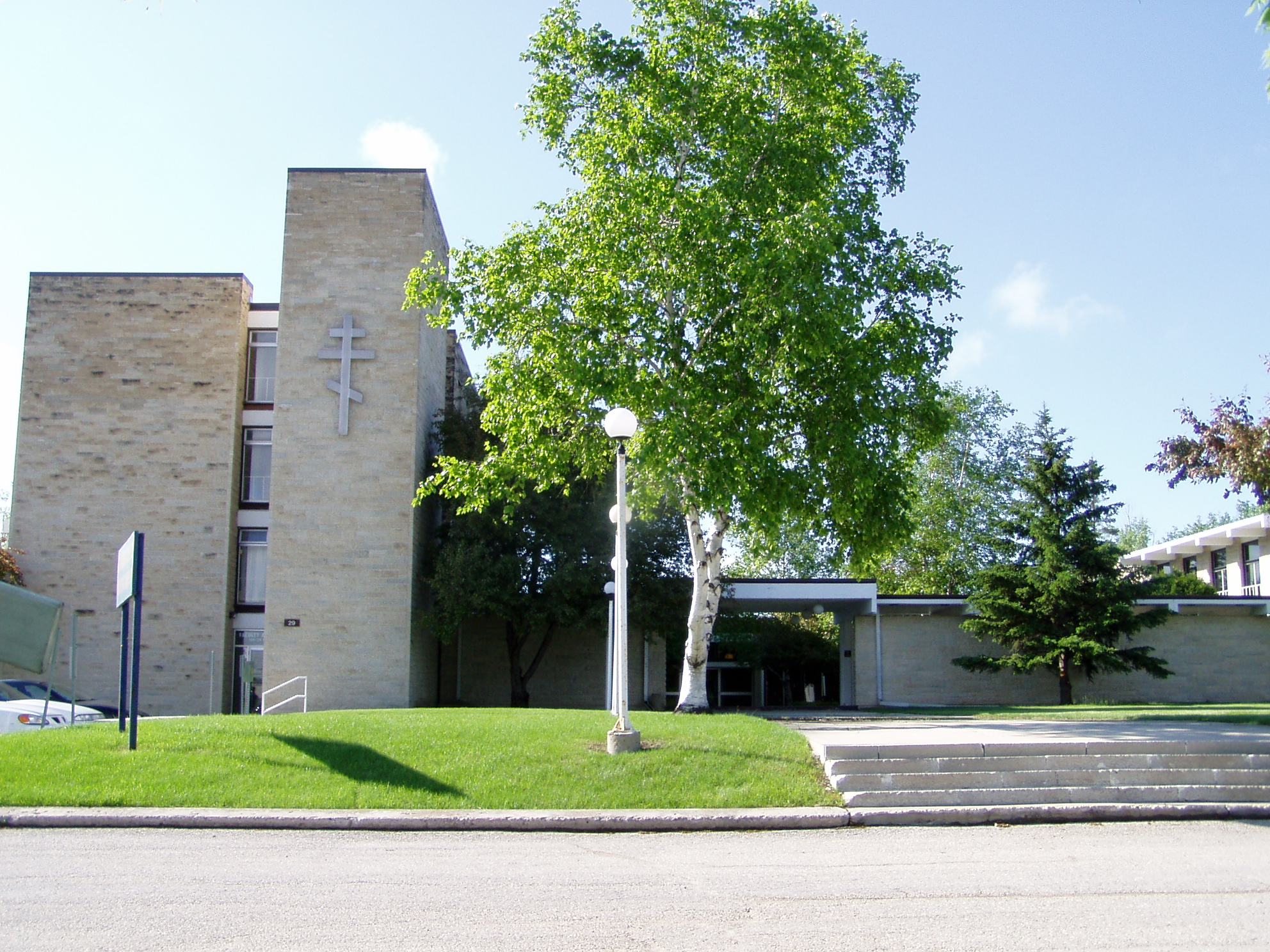

성 앤드류 대학(St. Andrew's College)은 콘스탄티노폴리스 총대주교청에 속한 캐나다 우크라이나 정교회의 기독교 학교이다. 캐나다 위니펙에 있는 매니토바 대학교에 소속되어 있다. 대학의 설립 목적은 교회, 우크라이나 소재 캐나다 공동체, 그리고 캐나다 공동체 내부의 정신적, 학문적, 문화적, 도덕적 리더십을 증진시키는 것이다. 1946년 위니펙의 북쪽에서 설립되었다. 1962년 성 앤드류 대학은 매니토바 대학과 연계된 대학이 되었다. 1964년에 현 소재지로 대학 캠퍼스로 이전했다. 예술학과의 과정이 성장함에 따라 1981년 당 대학은 매니토바 대학의 부속 대학이 되었고 부속기관으로 우크라이나 캐나다 연구 센터를 설립했다.

## 교육과정
- 신학부 학위과정
- 고등학교 프로그램
- 우크라이나 문화 여름 코스

## 같이 보기
- 콘스탄티노폴리스 총대주교청
- 캐나다 우크라이나 정교회